# FlatOut 3: Chaos & Destruction
FlatOut 3: Chaos & Destruction – gra komputerowa z gatunku wyścigów samochodowych, trzecia z serii FlatOut. Została wyprodukowana przez holenderską firmę Team6 Game Studios oraz wydana 13 grudnia 2011 roku przez Strategy First.

## Rozgrywka
FlatOut 3: Chaos & Destruction jest samochodową grą wyścigową, jej głównymi motywami są tytułowe chaos i destrukcja.
Rozgrywka została podzielona na wyścigi i tryby dodatkowe.
Twórcy wykonali nową fizykę i destrukcję gry w stosunku do poprzednich części serii, gracz może zniszczyć 20 000 elementów. 
Do gry zaimplementowano 60 tras w 10 różnych lokacjach oraz ponad 47 pojazdów.
Do trybu gry wieloosobowej wprowadzono osiem trybów, w których może uczestniczyć jednocześnie 16. graczy.

## Odbiór
W przeciwieństwie do poprzednich części serii, gra FlatOut 3 otrzymała wysoce negatywne recenzje od krytyków.
Była jedną z dwóch gier (obok Kabuki Warriors), które otrzymały od magazynu Edge ocenę 1/10.
Ten sam wynik przyznał portal Eurogamer krytykując szczególnie sterowanie oraz sztuczną inteligencję.
Na agregatorze Metacritic gra otrzymała 23 punkty na 100.